# St. Michael (Qingdao)

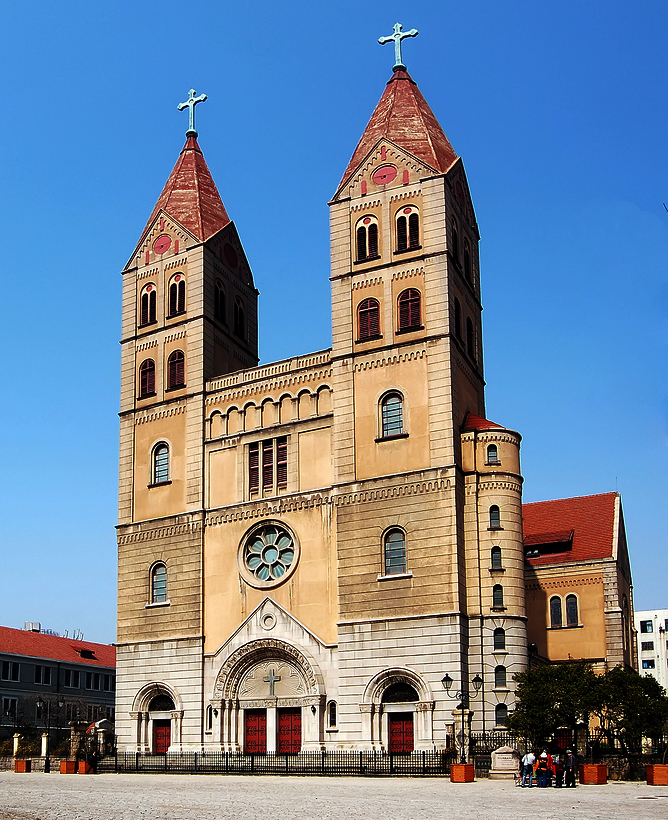
Kathedrale St. Michael in Qingdao

Die katholische Kathedrale St. Michael in Qingdao, einer Hafenstadt in der Provinz Shandong im Osten der Volksrepublik China, wurde ab 1932 errichtet. Das Bistum Tsingtao war ein Missionsgebiet der Steyler Missionare. Unter dem aus Beratzhausen stammenden Apostolischen Vikar Georg Weig (1883–1941) wurde die Kathedrale erbaut.

## Geschichte
Die dem Erzengel Michael geweihte Kirche wurde nach Plänen des Architekten und Paters Alfred Fräbel SVD erbaut. Als Bauleiter der Kathedrale war Arthur Bialucha (1880–1947) tätig. Während der Kulturrevolution wurde die Kirche entweiht und beschädigt. Lange Zeit diente sie als Autowerkstatt. Ab 1982 konnte sie wieder als Gotteshaus genutzt werden.

## Architektur
Die Kirche mit zwei 55 Meter hohen Westtürmen ist nach dem Vorbild der rheinischen Romanik erbaut. Der dreischiffige Bau besitzt über einem kreuzförmigen Grundriss ein Querhaus und einen erhöhten Chor mit Chorumgang. Auf beiden Seiten des Chors sind Sakristeien angebaut. Zum Stadtplatz befinden sich drei rundbogige Portale. Das Hauptportal besitzt abgestufte Gewände und romanisierende Bauplastik. Die Wand zwischen den fünfgeschossigen Türmen ist mit Blenden und Friesen sowie einer Fensterrose gegliedert. 
Im Inneren besitzt die Kassettendecke ein plastisches Profil mit Stuckierungen. Die Pfeiler im Langhaus sind kanneliert.